# Acanthodelta banjonis
Acanthodelta banjonis là một loài bướm đêm trong họ Noctuidae.